# ميريا لالاغونا
ميريا لالاغونا رويو (بالإسبانية: Mireia Lalaguna Royo)‏ هي عارضة أزياء وملكة جمال إسبانية ولدت في يوم 28 نوفمبر 1992 في مدينة برشلونة في إسبانيا، هي الفائزة بمسابقة ملكة جمال العالم لسنة 2015 وألتي أقيمت مسابقتها في مدينة سانيا في الصين في ديسمبر 2015، وهي الفائزة أيضاً بلقب وصيفة ملكة جمال إسبانيا لسنة 2015.

## وصلات خارجية
- ميريا لالاغونا على موقع دليل عارضات الأزياء (الإنجليزية)
- ميريا لالاغونا ملفها الشخصي في إنستغرام.

```
ملفها الشخصي في 
تويتر
.
```